# Jon Pult (Politiker)

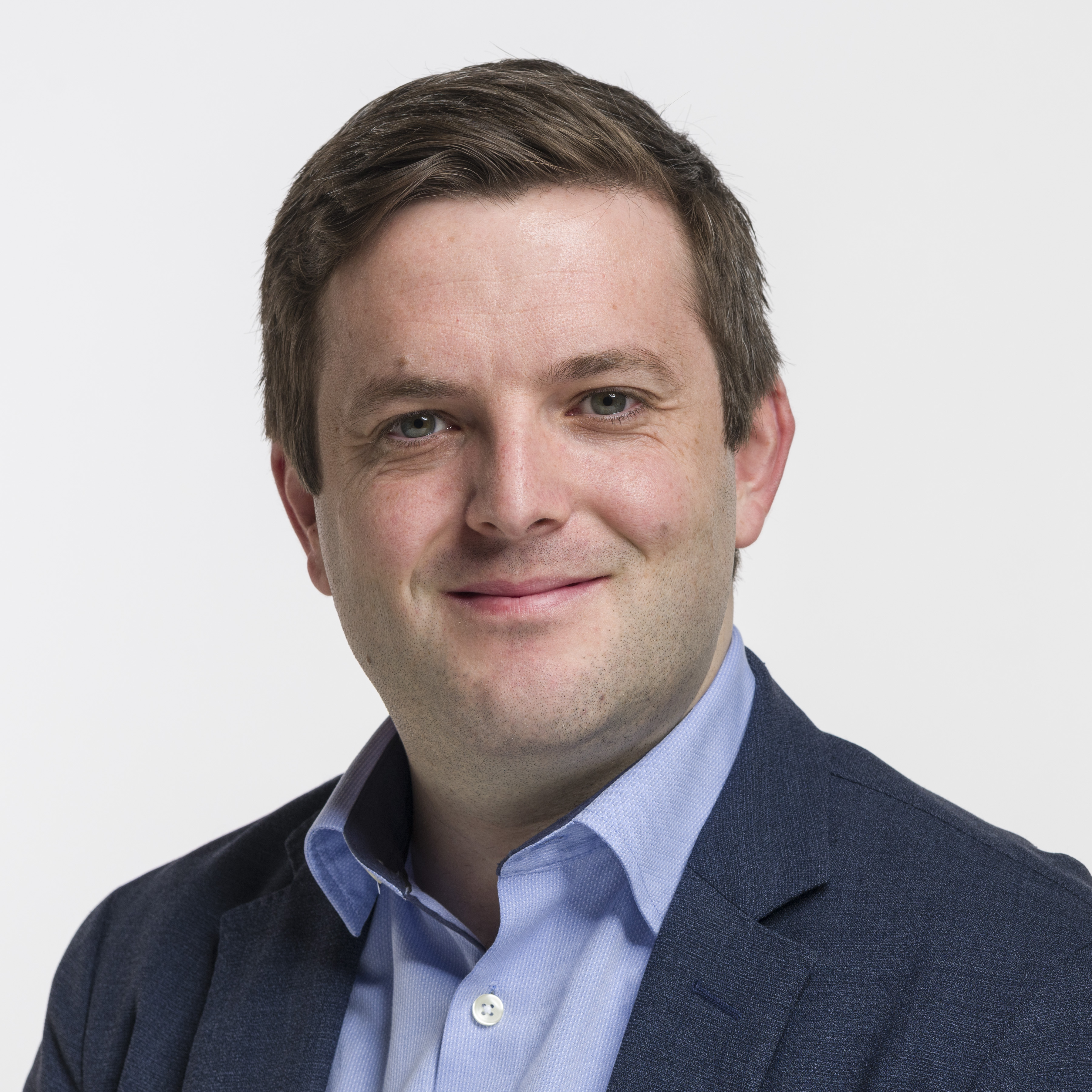
Jon Pult, 2019

Jon Pult (* 12. Oktober 1984 in Scuol; heimatberechtigt in Sent) ist ein Schweizer Politiker (SP). Seit 2019 ist er Mitglied des Nationalrates.

## Leben
Jon Pult ist Sohn einer Kunsthistorikerin und Übersetzerin und eines Lehrers. Er wuchs als schweizerisch-italienischer Doppelbürger in Guarda, Mailand, Domat/Ems und Chur dreisprachig auf – Romanisch, Italienisch, Deutsch. Er besuchte die Primarschule und die Bündner Kantonsschule in Chur. Danach studierte er an der Universität Zürich Allgemeine Geschichte, Wirtschafts- und Sozialgeschichte sowie Philosophie. Neben dem Studium arbeitete er als Lehrer. Ab 2016 arbeitete er für knapp sieben Jahre als Strategie- und Kommunikationsberater bei der Zürcher Agentur Feinheit AG, heute ist er Mitglied in deren Verwaltungsrat. Seit März 2024 ist Jon Pult Mitglied des Stiftungsrates der Stiftung Convivenza – Internationales Zentrum für Minderheiten.
Pult war von 2009 bis 2016 Präsident der SP Graubünden und ist seit 2014 Präsident des Vereins Alpen-Initiative. Von 2010 bis 2018 war er Mitglied des Grossen Rats von Graubünden und von 2005 bis 2011 Gemeinderat der Stadt Chur.
2015 kandidierte Pult für die SP Graubünden als einer von fünf Kandidaten für den Nationalrat. Bereits bei den Nationalratswahlen 2011 hatte er kandidiert und wie 2015 den 2. Platz auf der SP-Liste erreicht – hinter Silva Semadeni, die gewählt wurde.
2019 wurde Pult mit 17'954 Stimmen in den Nationalrat gewählt; er erhielt somit die meisten Stimmen aller Kandidaten seiner Parteiliste. Die Wahl in den Ständerat, für den er ebenfalls kandidierte, schaffte er nicht.
Im Nationalrat ist er Mitglied der Immunitätskommission und Präsident der Kommission für Verkehr und Fernmeldewesen (Stand 30. September 2023).
Am 2. Oktober 2023 kündigte Pult seine Kandidatur für die Bundesratswahl 2023 an, als Nachfolger für Alain Berset. Die SP-Bundeshausfraktion nominierte Pult und Beat Jans als offizielle SP-Bundesratskandidaten. Von der Bundesversammlung gewählt wurde im dritten Wahlgang Beat Jans.
Pult ist Vizepräsident der SP Schweiz.

## Familie
Pults Onkel ist der 1949 geborene Chasper Pult, ein Sprachwissenschaftler und Romanist, der Leiter des Centro Culturale Svizzero in Mailand war und einige Zeit die Lia Rumantscha präsidierte. Sein Grossvater Jon Pult war ebenfalls Romanist, wie auch schon sein Urgrossvater Chasper Pult.
Jon Pult ist verheiratet und lebt in Chur und Bern.